# Ғ
Ғ (en cursiva: ғ) es una letra cirílica que representa la letra Г con una linea orizontal. Se usa en los alfabetos cirílicos de idiomas no eslavosBashkir, Kazajo y Uzbeko donde representa una fricativa uvular sonora /ʁ/. A pesar de su similitud física, no está relacionada con la letra F del alfabeto latino. En Kazajo, puede repesentar la fricativa velar sonora /ɣ/. En el alfabeto uzbeko latino, corresponde a Gʻ.

## Utilización y valor en elAFI
- Tayiko[2] (5.ª letra): Fricativa velar sonora /ɣ/, el sonido de la غ árabe.
- Azerí[1] (5.ª letra): Fricativa velar sonora /ɣ/. En el alfabeto latino, se usa Ğ para este sonido.
- Kazajo[1] (6.ª letra): Fricativa uvular sonora /ʁ/.